# Castell d'Orzorrotz
El castell de Orzorrotz estava situat a la part alta de la muntanya d'Ekaitza d'1.046 metres d'altura, sobre les localitats de Ituren i Zubieta de Navarra.
Actualment subsisteixen restes de la seva fonamentació. La base era de 16 metres de longitud per 13 d'amplària. La seva data de construcció podria datar de 1200, encara que només es tenen referències del mateix a partir de 1298. La dotació militar habitual era d'uns 10 o 15 homes segons consta en els arxius. En alguns casos va arribar a haver-hi fins a 40 homes.
Va ser destruït en 1522, durant la Conquesta de Navarra.